# Kristina Jansson (konstnär, född 1946)
För Kristina Jansson, målare, född 1967, se Kristina Jansson (konstnär, född 1967)
Kristina Linnéa Jansson, född 10 oktober 1946, är en svensk tecknare, målare och skulptör.
Kristina Jansson växte upp på en gård på Raggarön i Östhammars kommun. Hon utbildade sig under 1980-talet på Gerlesborgsskolan i Bohuslän. 
Hon debuterade på Galleri Swedenborg i Stockholm 1980. Kristina Jansson bor och arbetar i Östhammar.

## Offentliga verk i urval
- skulpturer på skolgården och väggreliefer, Nåntuna skola i Uppsala, 1997
- väggreliefer i betong och brons på yttervägg, Högbergsskolan, Tierp
- Pelle Svanslös, skulptur, brons, Stadsträdgården i Uppsala, 2012
- Gutefår och Fjällkor, väggmålningar med mera i Svartbäckens sjukhem i Uppsala, 1984
- Flicka, Räv, Tittskåp, väggmålningar i Lyckebo förskola i Storvreta, 1988
- Peken, skulptur i rostfritt stål, Trädgårdsstaden Norby i Uppsala, 1991
- Pussel, betong och brons, Nackademin på Kvarnholmen i Nacka, 2000